# Schmalnbühl
Schmalnbühl (fränkisch: Schmohla-biel) ist ein Gemeindeteil des Marktes Flachslanden im Landkreis Ansbach (Mittelfranken, Bayern). Schmalnbühl liegt in der Gemarkung Neustetten.

## Geografie
Unmittelbar südwestlich des Weilers entspringt die Bibert. Im Nordosten liegt der Bibertgrund, 0,5 km südöstlich der Stockheimer Ranken. Eine Gemeindeverbindungsstraße führt nach Neustetten zur Kreisstraße AN 21 (1,7 km südwestlich) bzw. zur Kreisstraße AN 24 bei Hainklingen (0,7 km nordöstlich).

## Geschichte
Der Ort wurde 1398 als „Smalnpuhel“ erstmals urkundlich erwähnt. Der Ortsname bedeutet bei oder auf dem kleinen Bühl (Hügel).
1488 erwarb das Kloster Heilsbronn ein Gut. 1636 wurden vier heilsbronnischen Anwesen verzeichnet, die während des Dreißigjährigen Kriegs verödeten.
Gegen Ende des 18. Jahrhunderts bildete Hainklingen mit Schmalnbühl eine Realgemeinde. In Schmalnbühl gab es 5 Anwesen (3 Höfe, 1 Viertelhof, 1 Haus). Das Hochgericht übte das Obervogteiamt Virnsberg des Deutschen Ordens aus. Die Dorf- und Gemeindeherrschaft sowie die Grundherrschaft über alle Anwesen hatte das Deutschordenskommende Nürnberg.
Im Rahmen des Gemeindeedikts wurde Schmalnbühl dem 1808 gebildeten Steuerdistrikt Virnsberg und der 1811 gegründeten Ruralgemeinde Virnsberg zugeordnet. Am 12. Juni 1824 wurde Schmalnbühl in die neu gebildete Gemeinde Neustetten umgemeindet. Im Zuge der Gebietsreform in Bayern wurde diese Gemeinde am 1. Januar 1972 in den Markt Flachslanden eingegliedert.

## Einwohnerentwicklung
| Jahr      | 001818 | 001840 | 001861 | 001871 | 001885 | 001900 | 001925 | 001950 | 001961 | 001970 | 001987 | 002011 | 002017 | 002022 |
| Einwohner | 26     | 44     | 37     | 37     | 36     | 35     | 38     | 48     | 35     | 38     | 36     | 42     | 39     | 34     |
| Häuser    | 5      | 6      |        |        | 8      | 7      | 6      | 6      | 6      |        | 8      |        |        |        |
| Quelle    | [ 14 ] | [ 15 ] | [ 16 ] | [ 17 ] | [ 18 ] | [ 19 ] | [ 20 ] | [ 21 ] | [ 22 ] | [ 23 ] | [ 24 ] |        |        | [ 1 ]  |

## Religion
Der Ort ist seit der Reformation evangelisch-lutherisch geprägt und bis heute nach St. Laurentius (Flachslanden) gepfarrt. Die Einwohner römisch-katholischer Konfession sind nach St. Dionysius (Virnsberg) gepfarrt.